# Yacouba Coulibaly
Yacouba Coulibaly (ur. 2 października 1994 w Bobo-Dioulasso) – burkiński piłkarz występujący na pozycji lewego obrońcy we francuskim klubie Le Havre AC.

## Kariera piłkarska
Swoją karierę piłkarską Coulibaly rozpoczął w klubie Racing Bobo-Dioulasso. W 2014 roku zadebiutował w nim w pierwszej lidze burkińskiej. W debiutanckim sezonie wywalczył z nim mistrzostwo Burkina Faso. W 2017 przeszedł do Le Havre AC, łącznie dla tego klubu rozegrał 53 ligowych meczów. 6 stycznia 2020 roku przeniósł się do zespołu Paris FC na zasadzie półrocznego wypożyczenia.

## Kariera reprezentacyjna
W reprezentacji Burkiny Faso Coulibaly zadebiutował 25 października 2015 roku w zremisowanym 0:0 meczu kwalifikacji do Mistrzostw Narodów Afryki 2016 z Nigerii. W 2017 roku został powołany do kadry na Puchar Narodów Afryki 2017.